# 平良市
平良市（日语：／ Hirara shi */?、琉球語：／ ）是位于沖繩縣宮古島的一市。2005年10月1日，與除多良間村以外的宮古郡全部町村合併為宮古島市。市公所位于西里。

## 隣接的自治區
- 下地町
- 城邊町
- 上野村

## 歷史
| 時間     | 行政劃分 | 行政劃分 | 行政劃分 | 行政劃分 | 行政劃分 | 行政劃分 |
| 1890年代 | 平良間切 | 平良間切 | 砂川間切 | 伊良部島 | 下地間切 | 下地間切 |
| 1900年代 | 平良村   | 平良村   | 城邊村   | 伊良部村 | 下地村   | 下地村   |
| 1910年代 | 多良間村 | 平良村   | 城邊村   | 伊良部村 | 下地村   | 下地村   |
| 1920年代 | 多良間村 | 平良町   | 城邊村   | 伊良部村 | 下地村   | 下地村   |
| 1930年代 | 多良間村 | 平良町   | 城邊村   | 伊良部村 | 下地村   | 下地村   |
| 1940年代 | 多良間村 | 平良市   | 城邊町   | 伊良部村 | 下地村   | 上野村   |
| 1950年代 | 多良間村 | 平良市   | 城邊町   | 伊良部村 | 下地町   | 上野村   |
| 1960年代 | 多良間村 | 平良市   | 城邊町   | 伊良部村 | 下地町   | 上野村   |
| 1970年代 | 多良間村 | 平良市   | 城邊町   | 伊良部村 | 下地町   | 上野村   |
| 1980年代 | 多良間村 | 平良市   | 城邊町   | 伊良部町 | 下地町   | 上野村   |
| 1990年代 | 多良間村 | 平良市   | 城邊町   | 伊良部町 | 下地町   | 上野村   |
| 2000年代 | 多良間村 | 宮古島市 | 宮古島市 | 宮古島市 | 宮古島市 | 宮古島市 |

## 名勝、古跡

### 名所
- 西平安名崎
- 池間大橋
- 人頭税石

### 古跡
- 漲水御嶽（はりみずうたき）
- 大主御嶽（うはるずうたき）